# Livonia roadnightae
Livonia roadnightae is een slakkensoort uit de familie van de Volutidae. De wetenschappelijke naam van de soort is voor het eerst geldig gepubliceerd in 1881 door McCoy.